# Japan (musikgrupp)
Japan var ett brittiskt rock/pop-band, som bildades 1974 i London.
Bandet bestod av David Sylvian (född David Batt 23 februari 1958), (sång, gitarr, keyboard),  Mick Karn (född Andonis Michaelides 24 juli 1958, död 4 januari 2011) (basgitarr, saxofon), Steve Jansen (Sylvians bror, född Steve Batt 1 december 1959) (trummor), Richard Barbieri (född 30 november 1957) (keyboard) och Rob Dean (född 23 april 1955) gitarr, som rekryterades till bandet 1977.

## Historia
Gruppen bildades 1974 av bröderna David och Steve Batt och skolkamraten Andonis Michaelidis. Gruppnamnet Japan togs hastigt inför den första livespelningen samma år och var bara tänkt som något tillfälligt tills man kom på något bättre. Året därpå kom ytterligare en skolkamrat Richard Barbieri på keyboards med i bandet som sedan även utökades med gitarristen Rob Dean.
Japan började spela glamrock, starkt influerade av David Bowie och The New York Dolls (ifrån vilka Sylvian och Jansen även inspirerades att ta sina artistnamn). Japan fick skivkontrakt med Hansa Records och debuterade i april 1978 med albumet Adolescent Sex. I oktober samma år släpptes uppföljaren Obscure Alternatives. Det blev ingen succé för de båda albumen, som släpptes mitt i punkvågen, och de fick dåliga recensioner i hemlandet. De turnerade dock flitigt och blev populära i Japan, framför allt bland yngre tonåringar på grund av deras image, och fick bland annat spela inför ett utsålt Budokan. Sylvian har i ett flertal intervjuer uttryckt ett stort missnöje över de första två albumen och fick i början av 1979 mer kontroll över produktionen av musiken.
De samarbetade med Giorgio Moroder på singeln Life In Tokyo 1979, som blev en musikalisk vändpunkt då bandet gick ifrån sin tidigare gitarrbaserade glamrock till en mer elegant konstrock med tydlig inspiration från Roxy Music. Sylvian hittade även sitt mer personliga röstläge.
På bandets tredje album, Quiet Life som släpptes i november 1979, var tonvikten lagd på synthesizers och Mick Karns unika basljud. Albumet blev ännu en kommersiell flopp i hemlandet, där bandet ofta avfärdades som Roxy Music-kopior, men sålde bra i Japan och Kanada samt i vissa europeiska länder. Albumet blev det sista på skivbolaget Hansa, men blev kreativt sett en stor framgång för bandet. Sylvian har i intervjuer sagt att Quiet Life är det Japan-album han är mest nöjd med. Nick Rhodes och John Taylor som bildat Duran Duran har i intervjuer uttryckt att de vid denna tidpunkt blev starkt inspirerade av Japan.
Med nytt skivkontrakt med Virgin som släppte bandets fjärde album, Gentlemen Take Polaroids, i oktober 1980, fortsatte de att bredda publikbasen. Titelspåret blev gruppens första låt att gå upp på UK Singles Chart och albumet sålde bättre än de föregående. Japan associerades vid denna tidpunkt med den då aktuella New Romantic-vågen, en rörelse som dock gruppen själva tog avstånd ifrån och inte ansåg sig ha något samröre med. Gitarristen Dean lämnade därefter bandet då hans gitarrspel hade blivit allt mer överflödigt i gruppens vid denna tid mer elektroniska sound. De blev dessutom inspirerade av traditionell orientalisk musik och experimenterade ofta genom att blanda den med funk. På låten Taking Islands in Africa medverkade Ryuichi Sakamoto.
Som kvartett spelade bandet in Tin Drum som släpptes i november 1981. Singeln Ghosts blev året därpå den mest framgångsrika singeln Japan någonsin producerat, då den nådde femteplatsen på UK Singles Chart. När väl Japan slagit igenom kommersiellt så återutgav skivbolaget Hansa bandets tidigare inspelningar, med ett flertal samlingsalbum. Därmed tillkom en något rörig diskografi då även nyutsläpp av singlar av äldre material släpptes samtidigt 1981-1983. På grund av musikaliska meningsskiljaktigheter, framför allt mellan Karn och Sylvian, splittrades Japan 1982.
I juni 1983 släpptes livealbumet Oil on Canvas som var inspelat under deras avslutande "Sons of Pioneers Tour", vilken inleddes med en konsert på Konserthuset i Stockholm 1 oktober 1982. Den 16 december samma år genomfördes deras sista framträdande som band i Nagoya. På turnén kompletterades bandet med den japanske musikern Masami Tsuchiya (gitarr, keyboards). Albumet gavs även ut i en videoversion.

## Karriärer efter Japan
Originalmedlemmarna gick vidare till andra musikaliska projekt. Sylvian släppte soloalbum och samarbetade bl.a. med Ryuichi Sakamoto, Holger Czukay och Robert Fripp. Karn släppte också soloalbum och spelade bl.a in singeln After a Fashion med Midge Ure. Karn bildade även Dalis Car, tillsammans med Peter Murphy från gruppen Bauhaus, som gav ut albumet The Waking Hour 1984. Jansen och Barbieri gav ut albumet Catch the Fall som The Dolphin Brothers 1987.
Sylvian, Jansen, Karn och Barbieri återförenades i form av projektet Rain Tree Crow. Albumet tog två år att spela in och projektet fick ekonomiska problem. Skivbolaget Virgin var redo att betala mer om de fick lansera den som en ny Japan-skiva, vilket Sylvian strikt vägrade. Slitningar under inspelningarna gjorde att medlemmarna än en gång gick skilda vägar, efter att albumet släpptes i april 1991. Cindy Crawford och Good Times Home Video förlorade en rättegång mot Virgin, efter att 1992 ha använt låten Big Wheels In Shanty Town utan tillåtelse i träningsvideon Shape Your Body. Jansen, Barbieri och Karn bildade efter Rain Tree Crow en konstellation tillsammans kallad JBK.
Jansen har medverkat på de flesta av Sylvians soloalbum. Han ingick även i gruppen Nine Horses tillsammans med Sylvian och har själv givit ut soloalbum. Barbieri blev 1993 medlem av Porcupine Tree och gav 1994 ut albumet Flame tillsammans med sångaren Tim Bowness (från No-Man). Barbieri har också givit ut soloalbum och medverkade även på Steve Hogarths (Marillion) soloalbum Ice Cream Genius från 1997. De två släppte 2012 albumet Not The Weapon But The Hand.  Jansen startade  2014 bandet Exit North, tillsammans med svenska musikerna Charlie Storm, Ulf Jansson och sångaren Thomas Feiner. Bandet har givit ut två studioalbum, Book of Romance and Dust (2018) och Anyway, Still (2023).

## Diskografi
- Adolescent Sex (1978)
- Obscure Alternatives (1978)
- Quiet Life (1979) (UK #53)
- Gentlemen Take Polaroids (1980) (UK #45)
- Tin Drum (1981) (UK #12)
- Oil on Canvas (1983) (UK #5)

Samlingsalbum
- Assemblage (1981) (UK #26)
- Exorcising Ghosts (1984) (UK #45)
- The Very Best of Japan (2006)